# Vilafranca del Penedès
Vilafranca del Penedès (em catalão e oficialmente) ou Villafranca del Panadés (em castelhano) é um município da Espanha na comarca de Alt Penedès, província de Barcelona, comunidade autónoma da Catalunha. Tem 19,65 km² de área e em 2021 tinha 39 969 habitantes (densidade: 2 034 hab./km²).

## Demografia
| Variação demográfica do município entre 1991 e 2004[carece de fontes?] | Variação demográfica do município entre 1991 e 2004[carece de fontes?] | Variação demográfica do município entre 1991 e 2004[carece de fontes?] | Variação demográfica do município entre 1991 e 2004[carece de fontes?] |
| ---------------------------------------------------------------------- | ---------------------------------------------------------------------- | ---------------------------------------------------------------------- | ---------------------------------------------------------------------- |
| 1991                                                                   | 1996                                                                   | 2001                                                                   | 2004                                                                   |
| 27818                                                                  | 28553                                                                  | 31248                                                                  | 34409                                                                  |

## Personagens históricos de Vilafranca
- Raimundo de Penaforte (santo patrono da lei canónica)